# Berugo
Berugo is een bestuurslaag in het regentschap Muara Enim van de provincie Zuid-Sumatra, Indonesië. Berugo telt 938 inwoners (volkstelling 2010).